# Formação anquialina
Anquialino ou anquihalino é a designação dada a um corpo de água que, embora não tendo conexão superficial com o mar, demonstra contacto hidrológico com as águas marinhas por existir salinidade elevada e o seu nível oscilar com as marés. Estes corpos de água habitualmente estão situado perto de costas de substrato permeável ou facilmente solúvel, como as formações calcárias e as escoadas lávicas recentes.